# Arkleb Trnavský z Boskovic
Arkleb Trnavský z Boskovic byl moravský šlechtic pocházející z rodu pánů z Boskovic.

## Život

Erb Boskovických

Jeho otcem byl Oldřich Trnavský z Boskovic. 
První písemná zmínka o Arklebovi pochází z roku 1508, kdy veřejně vystoupil na sněmu. Získal si přízeň krále Vladislava Jagellonského a za své služby byl roku 1511 odměněn ziskem hradu Buchlova a městečka Napajedel. Roku 1516 koupil hrad Vranov a několik vsí v okolí Znojma a začal se v některých listinách uvádět s přídomkem "Vranovský." 
Roku 1519 po Janovi z Pernštejna stal nástupcem ve funkci moravského zemského hejtmana. Na Moravě v té době řádilo několik loupežnických band, které měly svá sídla na neprávem zabraných hradech, např. Dalečín, Hoštejn. Arkleb tato loupežnická sídla vyvrátil. Roku 1523 svůj úřad hejtmana Arkeb složil a přenechal ho Janu Kunovi z Kunštátu na Rožnově. Roku 1527 se stal nejvyšším komorníkem, rok nato zemřel. Zanechal po sobě jediného syna Jana Jetřicha.